# Dawid Przepiórka
Dawid Przepiórka (Varsòvia, 22 de desembre de 1880 – 1940) fou un destacat jugador d'escacs polonès, actiu els primers anys del segle xx, fins a la seva mort a la II Guerra Mundial.
Va néixer a Varsòvia (llavors part de l'Imperi Rus) en una família de rics terratinents i empresaris d'origen jueu. El seu avi, Izrael Przepiórka, s'havia fet construir un edifici a la cruïlla dels carrers Aleje Jerozolimskie i Nowy Świat, al cor de Varsòvia, que dedicava al lloguer d'habitatges, i on hi tenia un dels més populars restaurants de la ciutat en el període d'entreguerres, que proveïa la família uns elevats ingressos.
Przepiórka va mostrar més interès en la matemàtica i els escacs que no pas en els negocis. Va aprendre a jugar a escacs de manera autodidacta, als set anys, ja que ningú de la família sabia jugar-hi. Als nou anys, ja fou alabat com a nen prodigi dels escacs, i poc després ja fou capaç de batre el conegut mestre d'escacs Jean Taubenhaus.

## Resultats destacats en competició
Poc abans de la I Guerra Mundial, va deixar la feina familiar i va començar a viatjar dedicant-se a jugar a escacs. A l'estranger, va participar en nombrosos torneigs, i va aconseguir algunes victòries. La seva carrera internacional va començar seriosament el 1926, any en què guanyà el 1r Campionat de Polònia a Varsòvia. El mateix any va guanyar l'important torneig de Múnic (+4 –0 =1) per davant de Rudolf Spielmann i Iefim Bogoliúbov. El 1928 fou 2n rere Max Euwe al segon (i últim) Campionat del món d'escacs d'aficionats celebrat conjuntament amb l'Olimpíada d'escacs de 1928 a L'Haia.
Dos anys més tard, va participar representant Polònia, al tercer tauler, a la III Olimpíada d'escacs, a Hamburg 1930, on l'equip polonès, format també per Akiba Rubinstein, Savielly Tartakower, Kazimierz Makarczyk i Paulin Frydman, hi va obtenir la medalla d'or. L'any següent, participà també a la IV Olimpíada d'escacs a Praga 1931, també al tercer tauler. L'equip polonès obtingué aquest cop la medalla d'argent, només un punt per darrere de l'equip dels Estats Units.
Els seus èxits internacionals el varen fer molt popular en els ambients escaquístics polonesos, i fou elegit director de la Federació Polonesa d'Escacs els anys 1930, moment a partir del qual es consagrà especialment a l'àmbit de l'organització de torneigs. Przepiórka fou el màxim responsable (i principal suport financer) del Comitè Organitzador de la VI Olimpíada d'escacs, a Varsòvia (1935).
Durant l'ocupació de Polònia pel III Reich, va participar en una reunió del Cercle d'Escacs de Varsòvia, que estava prohibida. La Gestapo va arrestar tots els participants en aquesta reunió, i molts jugadors, Przepiórka inclòs, varen ser assassinats pels alemanys en una execució massiva a Palmiry. La data exacta de la seva mort és desconeguda, però fou aproximadament el mes d'abril de 1940.

## Problemista
Przepiórka destacà especialment com a problemista d'escacs. Va deixar uns 160 problemes i estudis. Un exemple dels seus finals de partida és el següent:
|   | a | b | c | d | e | f | g | h |   |
| 8 | f8 negres torre · g8 negres rei · a7 negres cavall · c7 negres peó · e7 blanques torre · g7 negres alfil · h7 negres peó · a6 negres peó · d6 negres peó · b5 negres dama · c5 negres peó · d5 blanques peó · f5 blanques dama · g5 blanques alfil · h4 blanques peó · c3 blanques peó · g3 blanques peó · a2 blanques peó · b2 blanques peó · f2 blanques peó · g1 blanques rei | f8 negres torre · g8 negres rei · a7 negres cavall · c7 negres peó · e7 blanques torre · g7 negres alfil · h7 negres peó · a6 negres peó · d6 negres peó · b5 negres dama · c5 negres peó · d5 blanques peó · f5 blanques dama · g5 blanques alfil · h4 blanques peó · c3 blanques peó · g3 blanques peó · a2 blanques peó · b2 blanques peó · f2 blanques peó · g1 blanques rei | f8 negres torre · g8 negres rei · a7 negres cavall · c7 negres peó · e7 blanques torre · g7 negres alfil · h7 negres peó · a6 negres peó · d6 negres peó · b5 negres dama · c5 negres peó · d5 blanques peó · f5 blanques dama · g5 blanques alfil · h4 blanques peó · c3 blanques peó · g3 blanques peó · a2 blanques peó · b2 blanques peó · f2 blanques peó · g1 blanques rei | f8 negres torre · g8 negres rei · a7 negres cavall · c7 negres peó · e7 blanques torre · g7 negres alfil · h7 negres peó · a6 negres peó · d6 negres peó · b5 negres dama · c5 negres peó · d5 blanques peó · f5 blanques dama · g5 blanques alfil · h4 blanques peó · c3 blanques peó · g3 blanques peó · a2 blanques peó · b2 blanques peó · f2 blanques peó · g1 blanques rei | f8 negres torre · g8 negres rei · a7 negres cavall · c7 negres peó · e7 blanques torre · g7 negres alfil · h7 negres peó · a6 negres peó · d6 negres peó · b5 negres dama · c5 negres peó · d5 blanques peó · f5 blanques dama · g5 blanques alfil · h4 blanques peó · c3 blanques peó · g3 blanques peó · a2 blanques peó · b2 blanques peó · f2 blanques peó · g1 blanques rei | f8 negres torre · g8 negres rei · a7 negres cavall · c7 negres peó · e7 blanques torre · g7 negres alfil · h7 negres peó · a6 negres peó · d6 negres peó · b5 negres dama · c5 negres peó · d5 blanques peó · f5 blanques dama · g5 blanques alfil · h4 blanques peó · c3 blanques peó · g3 blanques peó · a2 blanques peó · b2 blanques peó · f2 blanques peó · g1 blanques rei | f8 negres torre · g8 negres rei · a7 negres cavall · c7 negres peó · e7 blanques torre · g7 negres alfil · h7 negres peó · a6 negres peó · d6 negres peó · b5 negres dama · c5 negres peó · d5 blanques peó · f5 blanques dama · g5 blanques alfil · h4 blanques peó · c3 blanques peó · g3 blanques peó · a2 blanques peó · b2 blanques peó · f2 blanques peó · g1 blanques rei | f8 negres torre · g8 negres rei · a7 negres cavall · c7 negres peó · e7 blanques torre · g7 negres alfil · h7 negres peó · a6 negres peó · d6 negres peó · b5 negres dama · c5 negres peó · d5 blanques peó · f5 blanques dama · g5 blanques alfil · h4 blanques peó · c3 blanques peó · g3 blanques peó · a2 blanques peó · b2 blanques peó · f2 blanques peó · g1 blanques rei | 8 |
| 7 | f8 negres torre · g8 negres rei · a7 negres cavall · c7 negres peó · e7 blanques torre · g7 negres alfil · h7 negres peó · a6 negres peó · d6 negres peó · b5 negres dama · c5 negres peó · d5 blanques peó · f5 blanques dama · g5 blanques alfil · h4 blanques peó · c3 blanques peó · g3 blanques peó · a2 blanques peó · b2 blanques peó · f2 blanques peó · g1 blanques rei | f8 negres torre · g8 negres rei · a7 negres cavall · c7 negres peó · e7 blanques torre · g7 negres alfil · h7 negres peó · a6 negres peó · d6 negres peó · b5 negres dama · c5 negres peó · d5 blanques peó · f5 blanques dama · g5 blanques alfil · h4 blanques peó · c3 blanques peó · g3 blanques peó · a2 blanques peó · b2 blanques peó · f2 blanques peó · g1 blanques rei | f8 negres torre · g8 negres rei · a7 negres cavall · c7 negres peó · e7 blanques torre · g7 negres alfil · h7 negres peó · a6 negres peó · d6 negres peó · b5 negres dama · c5 negres peó · d5 blanques peó · f5 blanques dama · g5 blanques alfil · h4 blanques peó · c3 blanques peó · g3 blanques peó · a2 blanques peó · b2 blanques peó · f2 blanques peó · g1 blanques rei | f8 negres torre · g8 negres rei · a7 negres cavall · c7 negres peó · e7 blanques torre · g7 negres alfil · h7 negres peó · a6 negres peó · d6 negres peó · b5 negres dama · c5 negres peó · d5 blanques peó · f5 blanques dama · g5 blanques alfil · h4 blanques peó · c3 blanques peó · g3 blanques peó · a2 blanques peó · b2 blanques peó · f2 blanques peó · g1 blanques rei | f8 negres torre · g8 negres rei · a7 negres cavall · c7 negres peó · e7 blanques torre · g7 negres alfil · h7 negres peó · a6 negres peó · d6 negres peó · b5 negres dama · c5 negres peó · d5 blanques peó · f5 blanques dama · g5 blanques alfil · h4 blanques peó · c3 blanques peó · g3 blanques peó · a2 blanques peó · b2 blanques peó · f2 blanques peó · g1 blanques rei | f8 negres torre · g8 negres rei · a7 negres cavall · c7 negres peó · e7 blanques torre · g7 negres alfil · h7 negres peó · a6 negres peó · d6 negres peó · b5 negres dama · c5 negres peó · d5 blanques peó · f5 blanques dama · g5 blanques alfil · h4 blanques peó · c3 blanques peó · g3 blanques peó · a2 blanques peó · b2 blanques peó · f2 blanques peó · g1 blanques rei | f8 negres torre · g8 negres rei · a7 negres cavall · c7 negres peó · e7 blanques torre · g7 negres alfil · h7 negres peó · a6 negres peó · d6 negres peó · b5 negres dama · c5 negres peó · d5 blanques peó · f5 blanques dama · g5 blanques alfil · h4 blanques peó · c3 blanques peó · g3 blanques peó · a2 blanques peó · b2 blanques peó · f2 blanques peó · g1 blanques rei | f8 negres torre · g8 negres rei · a7 negres cavall · c7 negres peó · e7 blanques torre · g7 negres alfil · h7 negres peó · a6 negres peó · d6 negres peó · b5 negres dama · c5 negres peó · d5 blanques peó · f5 blanques dama · g5 blanques alfil · h4 blanques peó · c3 blanques peó · g3 blanques peó · a2 blanques peó · b2 blanques peó · f2 blanques peó · g1 blanques rei | 7 |
| 6 | f8 negres torre · g8 negres rei · a7 negres cavall · c7 negres peó · e7 blanques torre · g7 negres alfil · h7 negres peó · a6 negres peó · d6 negres peó · b5 negres dama · c5 negres peó · d5 blanques peó · f5 blanques dama · g5 blanques alfil · h4 blanques peó · c3 blanques peó · g3 blanques peó · a2 blanques peó · b2 blanques peó · f2 blanques peó · g1 blanques rei | f8 negres torre · g8 negres rei · a7 negres cavall · c7 negres peó · e7 blanques torre · g7 negres alfil · h7 negres peó · a6 negres peó · d6 negres peó · b5 negres dama · c5 negres peó · d5 blanques peó · f5 blanques dama · g5 blanques alfil · h4 blanques peó · c3 blanques peó · g3 blanques peó · a2 blanques peó · b2 blanques peó · f2 blanques peó · g1 blanques rei | f8 negres torre · g8 negres rei · a7 negres cavall · c7 negres peó · e7 blanques torre · g7 negres alfil · h7 negres peó · a6 negres peó · d6 negres peó · b5 negres dama · c5 negres peó · d5 blanques peó · f5 blanques dama · g5 blanques alfil · h4 blanques peó · c3 blanques peó · g3 blanques peó · a2 blanques peó · b2 blanques peó · f2 blanques peó · g1 blanques rei | f8 negres torre · g8 negres rei · a7 negres cavall · c7 negres peó · e7 blanques torre · g7 negres alfil · h7 negres peó · a6 negres peó · d6 negres peó · b5 negres dama · c5 negres peó · d5 blanques peó · f5 blanques dama · g5 blanques alfil · h4 blanques peó · c3 blanques peó · g3 blanques peó · a2 blanques peó · b2 blanques peó · f2 blanques peó · g1 blanques rei | f8 negres torre · g8 negres rei · a7 negres cavall · c7 negres peó · e7 blanques torre · g7 negres alfil · h7 negres peó · a6 negres peó · d6 negres peó · b5 negres dama · c5 negres peó · d5 blanques peó · f5 blanques dama · g5 blanques alfil · h4 blanques peó · c3 blanques peó · g3 blanques peó · a2 blanques peó · b2 blanques peó · f2 blanques peó · g1 blanques rei | f8 negres torre · g8 negres rei · a7 negres cavall · c7 negres peó · e7 blanques torre · g7 negres alfil · h7 negres peó · a6 negres peó · d6 negres peó · b5 negres dama · c5 negres peó · d5 blanques peó · f5 blanques dama · g5 blanques alfil · h4 blanques peó · c3 blanques peó · g3 blanques peó · a2 blanques peó · b2 blanques peó · f2 blanques peó · g1 blanques rei | f8 negres torre · g8 negres rei · a7 negres cavall · c7 negres peó · e7 blanques torre · g7 negres alfil · h7 negres peó · a6 negres peó · d6 negres peó · b5 negres dama · c5 negres peó · d5 blanques peó · f5 blanques dama · g5 blanques alfil · h4 blanques peó · c3 blanques peó · g3 blanques peó · a2 blanques peó · b2 blanques peó · f2 blanques peó · g1 blanques rei | f8 negres torre · g8 negres rei · a7 negres cavall · c7 negres peó · e7 blanques torre · g7 negres alfil · h7 negres peó · a6 negres peó · d6 negres peó · b5 negres dama · c5 negres peó · d5 blanques peó · f5 blanques dama · g5 blanques alfil · h4 blanques peó · c3 blanques peó · g3 blanques peó · a2 blanques peó · b2 blanques peó · f2 blanques peó · g1 blanques rei | 6 |
| 5 | f8 negres torre · g8 negres rei · a7 negres cavall · c7 negres peó · e7 blanques torre · g7 negres alfil · h7 negres peó · a6 negres peó · d6 negres peó · b5 negres dama · c5 negres peó · d5 blanques peó · f5 blanques dama · g5 blanques alfil · h4 blanques peó · c3 blanques peó · g3 blanques peó · a2 blanques peó · b2 blanques peó · f2 blanques peó · g1 blanques rei | f8 negres torre · g8 negres rei · a7 negres cavall · c7 negres peó · e7 blanques torre · g7 negres alfil · h7 negres peó · a6 negres peó · d6 negres peó · b5 negres dama · c5 negres peó · d5 blanques peó · f5 blanques dama · g5 blanques alfil · h4 blanques peó · c3 blanques peó · g3 blanques peó · a2 blanques peó · b2 blanques peó · f2 blanques peó · g1 blanques rei | f8 negres torre · g8 negres rei · a7 negres cavall · c7 negres peó · e7 blanques torre · g7 negres alfil · h7 negres peó · a6 negres peó · d6 negres peó · b5 negres dama · c5 negres peó · d5 blanques peó · f5 blanques dama · g5 blanques alfil · h4 blanques peó · c3 blanques peó · g3 blanques peó · a2 blanques peó · b2 blanques peó · f2 blanques peó · g1 blanques rei | f8 negres torre · g8 negres rei · a7 negres cavall · c7 negres peó · e7 blanques torre · g7 negres alfil · h7 negres peó · a6 negres peó · d6 negres peó · b5 negres dama · c5 negres peó · d5 blanques peó · f5 blanques dama · g5 blanques alfil · h4 blanques peó · c3 blanques peó · g3 blanques peó · a2 blanques peó · b2 blanques peó · f2 blanques peó · g1 blanques rei | f8 negres torre · g8 negres rei · a7 negres cavall · c7 negres peó · e7 blanques torre · g7 negres alfil · h7 negres peó · a6 negres peó · d6 negres peó · b5 negres dama · c5 negres peó · d5 blanques peó · f5 blanques dama · g5 blanques alfil · h4 blanques peó · c3 blanques peó · g3 blanques peó · a2 blanques peó · b2 blanques peó · f2 blanques peó · g1 blanques rei | f8 negres torre · g8 negres rei · a7 negres cavall · c7 negres peó · e7 blanques torre · g7 negres alfil · h7 negres peó · a6 negres peó · d6 negres peó · b5 negres dama · c5 negres peó · d5 blanques peó · f5 blanques dama · g5 blanques alfil · h4 blanques peó · c3 blanques peó · g3 blanques peó · a2 blanques peó · b2 blanques peó · f2 blanques peó · g1 blanques rei | f8 negres torre · g8 negres rei · a7 negres cavall · c7 negres peó · e7 blanques torre · g7 negres alfil · h7 negres peó · a6 negres peó · d6 negres peó · b5 negres dama · c5 negres peó · d5 blanques peó · f5 blanques dama · g5 blanques alfil · h4 blanques peó · c3 blanques peó · g3 blanques peó · a2 blanques peó · b2 blanques peó · f2 blanques peó · g1 blanques rei | f8 negres torre · g8 negres rei · a7 negres cavall · c7 negres peó · e7 blanques torre · g7 negres alfil · h7 negres peó · a6 negres peó · d6 negres peó · b5 negres dama · c5 negres peó · d5 blanques peó · f5 blanques dama · g5 blanques alfil · h4 blanques peó · c3 blanques peó · g3 blanques peó · a2 blanques peó · b2 blanques peó · f2 blanques peó · g1 blanques rei | 5 |
| 4 | f8 negres torre · g8 negres rei · a7 negres cavall · c7 negres peó · e7 blanques torre · g7 negres alfil · h7 negres peó · a6 negres peó · d6 negres peó · b5 negres dama · c5 negres peó · d5 blanques peó · f5 blanques dama · g5 blanques alfil · h4 blanques peó · c3 blanques peó · g3 blanques peó · a2 blanques peó · b2 blanques peó · f2 blanques peó · g1 blanques rei | f8 negres torre · g8 negres rei · a7 negres cavall · c7 negres peó · e7 blanques torre · g7 negres alfil · h7 negres peó · a6 negres peó · d6 negres peó · b5 negres dama · c5 negres peó · d5 blanques peó · f5 blanques dama · g5 blanques alfil · h4 blanques peó · c3 blanques peó · g3 blanques peó · a2 blanques peó · b2 blanques peó · f2 blanques peó · g1 blanques rei | f8 negres torre · g8 negres rei · a7 negres cavall · c7 negres peó · e7 blanques torre · g7 negres alfil · h7 negres peó · a6 negres peó · d6 negres peó · b5 negres dama · c5 negres peó · d5 blanques peó · f5 blanques dama · g5 blanques alfil · h4 blanques peó · c3 blanques peó · g3 blanques peó · a2 blanques peó · b2 blanques peó · f2 blanques peó · g1 blanques rei | f8 negres torre · g8 negres rei · a7 negres cavall · c7 negres peó · e7 blanques torre · g7 negres alfil · h7 negres peó · a6 negres peó · d6 negres peó · b5 negres dama · c5 negres peó · d5 blanques peó · f5 blanques dama · g5 blanques alfil · h4 blanques peó · c3 blanques peó · g3 blanques peó · a2 blanques peó · b2 blanques peó · f2 blanques peó · g1 blanques rei | f8 negres torre · g8 negres rei · a7 negres cavall · c7 negres peó · e7 blanques torre · g7 negres alfil · h7 negres peó · a6 negres peó · d6 negres peó · b5 negres dama · c5 negres peó · d5 blanques peó · f5 blanques dama · g5 blanques alfil · h4 blanques peó · c3 blanques peó · g3 blanques peó · a2 blanques peó · b2 blanques peó · f2 blanques peó · g1 blanques rei | f8 negres torre · g8 negres rei · a7 negres cavall · c7 negres peó · e7 blanques torre · g7 negres alfil · h7 negres peó · a6 negres peó · d6 negres peó · b5 negres dama · c5 negres peó · d5 blanques peó · f5 blanques dama · g5 blanques alfil · h4 blanques peó · c3 blanques peó · g3 blanques peó · a2 blanques peó · b2 blanques peó · f2 blanques peó · g1 blanques rei | f8 negres torre · g8 negres rei · a7 negres cavall · c7 negres peó · e7 blanques torre · g7 negres alfil · h7 negres peó · a6 negres peó · d6 negres peó · b5 negres dama · c5 negres peó · d5 blanques peó · f5 blanques dama · g5 blanques alfil · h4 blanques peó · c3 blanques peó · g3 blanques peó · a2 blanques peó · b2 blanques peó · f2 blanques peó · g1 blanques rei | f8 negres torre · g8 negres rei · a7 negres cavall · c7 negres peó · e7 blanques torre · g7 negres alfil · h7 negres peó · a6 negres peó · d6 negres peó · b5 negres dama · c5 negres peó · d5 blanques peó · f5 blanques dama · g5 blanques alfil · h4 blanques peó · c3 blanques peó · g3 blanques peó · a2 blanques peó · b2 blanques peó · f2 blanques peó · g1 blanques rei | 4 |
| 3 | f8 negres torre · g8 negres rei · a7 negres cavall · c7 negres peó · e7 blanques torre · g7 negres alfil · h7 negres peó · a6 negres peó · d6 negres peó · b5 negres dama · c5 negres peó · d5 blanques peó · f5 blanques dama · g5 blanques alfil · h4 blanques peó · c3 blanques peó · g3 blanques peó · a2 blanques peó · b2 blanques peó · f2 blanques peó · g1 blanques rei | f8 negres torre · g8 negres rei · a7 negres cavall · c7 negres peó · e7 blanques torre · g7 negres alfil · h7 negres peó · a6 negres peó · d6 negres peó · b5 negres dama · c5 negres peó · d5 blanques peó · f5 blanques dama · g5 blanques alfil · h4 blanques peó · c3 blanques peó · g3 blanques peó · a2 blanques peó · b2 blanques peó · f2 blanques peó · g1 blanques rei | f8 negres torre · g8 negres rei · a7 negres cavall · c7 negres peó · e7 blanques torre · g7 negres alfil · h7 negres peó · a6 negres peó · d6 negres peó · b5 negres dama · c5 negres peó · d5 blanques peó · f5 blanques dama · g5 blanques alfil · h4 blanques peó · c3 blanques peó · g3 blanques peó · a2 blanques peó · b2 blanques peó · f2 blanques peó · g1 blanques rei | f8 negres torre · g8 negres rei · a7 negres cavall · c7 negres peó · e7 blanques torre · g7 negres alfil · h7 negres peó · a6 negres peó · d6 negres peó · b5 negres dama · c5 negres peó · d5 blanques peó · f5 blanques dama · g5 blanques alfil · h4 blanques peó · c3 blanques peó · g3 blanques peó · a2 blanques peó · b2 blanques peó · f2 blanques peó · g1 blanques rei | f8 negres torre · g8 negres rei · a7 negres cavall · c7 negres peó · e7 blanques torre · g7 negres alfil · h7 negres peó · a6 negres peó · d6 negres peó · b5 negres dama · c5 negres peó · d5 blanques peó · f5 blanques dama · g5 blanques alfil · h4 blanques peó · c3 blanques peó · g3 blanques peó · a2 blanques peó · b2 blanques peó · f2 blanques peó · g1 blanques rei | f8 negres torre · g8 negres rei · a7 negres cavall · c7 negres peó · e7 blanques torre · g7 negres alfil · h7 negres peó · a6 negres peó · d6 negres peó · b5 negres dama · c5 negres peó · d5 blanques peó · f5 blanques dama · g5 blanques alfil · h4 blanques peó · c3 blanques peó · g3 blanques peó · a2 blanques peó · b2 blanques peó · f2 blanques peó · g1 blanques rei | f8 negres torre · g8 negres rei · a7 negres cavall · c7 negres peó · e7 blanques torre · g7 negres alfil · h7 negres peó · a6 negres peó · d6 negres peó · b5 negres dama · c5 negres peó · d5 blanques peó · f5 blanques dama · g5 blanques alfil · h4 blanques peó · c3 blanques peó · g3 blanques peó · a2 blanques peó · b2 blanques peó · f2 blanques peó · g1 blanques rei | f8 negres torre · g8 negres rei · a7 negres cavall · c7 negres peó · e7 blanques torre · g7 negres alfil · h7 negres peó · a6 negres peó · d6 negres peó · b5 negres dama · c5 negres peó · d5 blanques peó · f5 blanques dama · g5 blanques alfil · h4 blanques peó · c3 blanques peó · g3 blanques peó · a2 blanques peó · b2 blanques peó · f2 blanques peó · g1 blanques rei | 3 |
| 2 | f8 negres torre · g8 negres rei · a7 negres cavall · c7 negres peó · e7 blanques torre · g7 negres alfil · h7 negres peó · a6 negres peó · d6 negres peó · b5 negres dama · c5 negres peó · d5 blanques peó · f5 blanques dama · g5 blanques alfil · h4 blanques peó · c3 blanques peó · g3 blanques peó · a2 blanques peó · b2 blanques peó · f2 blanques peó · g1 blanques rei | f8 negres torre · g8 negres rei · a7 negres cavall · c7 negres peó · e7 blanques torre · g7 negres alfil · h7 negres peó · a6 negres peó · d6 negres peó · b5 negres dama · c5 negres peó · d5 blanques peó · f5 blanques dama · g5 blanques alfil · h4 blanques peó · c3 blanques peó · g3 blanques peó · a2 blanques peó · b2 blanques peó · f2 blanques peó · g1 blanques rei | f8 negres torre · g8 negres rei · a7 negres cavall · c7 negres peó · e7 blanques torre · g7 negres alfil · h7 negres peó · a6 negres peó · d6 negres peó · b5 negres dama · c5 negres peó · d5 blanques peó · f5 blanques dama · g5 blanques alfil · h4 blanques peó · c3 blanques peó · g3 blanques peó · a2 blanques peó · b2 blanques peó · f2 blanques peó · g1 blanques rei | f8 negres torre · g8 negres rei · a7 negres cavall · c7 negres peó · e7 blanques torre · g7 negres alfil · h7 negres peó · a6 negres peó · d6 negres peó · b5 negres dama · c5 negres peó · d5 blanques peó · f5 blanques dama · g5 blanques alfil · h4 blanques peó · c3 blanques peó · g3 blanques peó · a2 blanques peó · b2 blanques peó · f2 blanques peó · g1 blanques rei | f8 negres torre · g8 negres rei · a7 negres cavall · c7 negres peó · e7 blanques torre · g7 negres alfil · h7 negres peó · a6 negres peó · d6 negres peó · b5 negres dama · c5 negres peó · d5 blanques peó · f5 blanques dama · g5 blanques alfil · h4 blanques peó · c3 blanques peó · g3 blanques peó · a2 blanques peó · b2 blanques peó · f2 blanques peó · g1 blanques rei | f8 negres torre · g8 negres rei · a7 negres cavall · c7 negres peó · e7 blanques torre · g7 negres alfil · h7 negres peó · a6 negres peó · d6 negres peó · b5 negres dama · c5 negres peó · d5 blanques peó · f5 blanques dama · g5 blanques alfil · h4 blanques peó · c3 blanques peó · g3 blanques peó · a2 blanques peó · b2 blanques peó · f2 blanques peó · g1 blanques rei | f8 negres torre · g8 negres rei · a7 negres cavall · c7 negres peó · e7 blanques torre · g7 negres alfil · h7 negres peó · a6 negres peó · d6 negres peó · b5 negres dama · c5 negres peó · d5 blanques peó · f5 blanques dama · g5 blanques alfil · h4 blanques peó · c3 blanques peó · g3 blanques peó · a2 blanques peó · b2 blanques peó · f2 blanques peó · g1 blanques rei | f8 negres torre · g8 negres rei · a7 negres cavall · c7 negres peó · e7 blanques torre · g7 negres alfil · h7 negres peó · a6 negres peó · d6 negres peó · b5 negres dama · c5 negres peó · d5 blanques peó · f5 blanques dama · g5 blanques alfil · h4 blanques peó · c3 blanques peó · g3 blanques peó · a2 blanques peó · b2 blanques peó · f2 blanques peó · g1 blanques rei | 2 |
| 1 | f8 negres torre · g8 negres rei · a7 negres cavall · c7 negres peó · e7 blanques torre · g7 negres alfil · h7 negres peó · a6 negres peó · d6 negres peó · b5 negres dama · c5 negres peó · d5 blanques peó · f5 blanques dama · g5 blanques alfil · h4 blanques peó · c3 blanques peó · g3 blanques peó · a2 blanques peó · b2 blanques peó · f2 blanques peó · g1 blanques rei | f8 negres torre · g8 negres rei · a7 negres cavall · c7 negres peó · e7 blanques torre · g7 negres alfil · h7 negres peó · a6 negres peó · d6 negres peó · b5 negres dama · c5 negres peó · d5 blanques peó · f5 blanques dama · g5 blanques alfil · h4 blanques peó · c3 blanques peó · g3 blanques peó · a2 blanques peó · b2 blanques peó · f2 blanques peó · g1 blanques rei | f8 negres torre · g8 negres rei · a7 negres cavall · c7 negres peó · e7 blanques torre · g7 negres alfil · h7 negres peó · a6 negres peó · d6 negres peó · b5 negres dama · c5 negres peó · d5 blanques peó · f5 blanques dama · g5 blanques alfil · h4 blanques peó · c3 blanques peó · g3 blanques peó · a2 blanques peó · b2 blanques peó · f2 blanques peó · g1 blanques rei | f8 negres torre · g8 negres rei · a7 negres cavall · c7 negres peó · e7 blanques torre · g7 negres alfil · h7 negres peó · a6 negres peó · d6 negres peó · b5 negres dama · c5 negres peó · d5 blanques peó · f5 blanques dama · g5 blanques alfil · h4 blanques peó · c3 blanques peó · g3 blanques peó · a2 blanques peó · b2 blanques peó · f2 blanques peó · g1 blanques rei | f8 negres torre · g8 negres rei · a7 negres cavall · c7 negres peó · e7 blanques torre · g7 negres alfil · h7 negres peó · a6 negres peó · d6 negres peó · b5 negres dama · c5 negres peó · d5 blanques peó · f5 blanques dama · g5 blanques alfil · h4 blanques peó · c3 blanques peó · g3 blanques peó · a2 blanques peó · b2 blanques peó · f2 blanques peó · g1 blanques rei | f8 negres torre · g8 negres rei · a7 negres cavall · c7 negres peó · e7 blanques torre · g7 negres alfil · h7 negres peó · a6 negres peó · d6 negres peó · b5 negres dama · c5 negres peó · d5 blanques peó · f5 blanques dama · g5 blanques alfil · h4 blanques peó · c3 blanques peó · g3 blanques peó · a2 blanques peó · b2 blanques peó · f2 blanques peó · g1 blanques rei | f8 negres torre · g8 negres rei · a7 negres cavall · c7 negres peó · e7 blanques torre · g7 negres alfil · h7 negres peó · a6 negres peó · d6 negres peó · b5 negres dama · c5 negres peó · d5 blanques peó · f5 blanques dama · g5 blanques alfil · h4 blanques peó · c3 blanques peó · g3 blanques peó · a2 blanques peó · b2 blanques peó · f2 blanques peó · g1 blanques rei | f8 negres torre · g8 negres rei · a7 negres cavall · c7 negres peó · e7 blanques torre · g7 negres alfil · h7 negres peó · a6 negres peó · d6 negres peó · b5 negres dama · c5 negres peó · d5 blanques peó · f5 blanques dama · g5 blanques alfil · h4 blanques peó · c3 blanques peó · g3 blanques peó · a2 blanques peó · b2 blanques peó · f2 blanques peó · g1 blanques rei | 1 |
|   | a | b | c | d | e | f | g | h |   |

1. Txg7+ Rxg7 (si 1. ... Rh8 2. Dxf8#) 2. Ah6 Rxh6 (si 2. ... Rg8 3. Df8#) 3. Dg5 mat